# يوهانس جسنر
يوهانس جسنر (بالإنجليزية: Johannes Gessner)‏ (و. 1709 – 1790 م) هو فيزيائي، وطبيب، وعالم نبات، وعالم معادن، ورياضياتي من سويسرا . ولد في زيورخ . وكان عضواً في الأكاديمية الروسية للعلوم، والأكاديمية البروسية للعلوم .
توفي في زيورخ، عن عمر يناهز 81 عاماً.